# Faye Disc
 (février 2023).
Si vous disposez d'ouvrages ou d'articles de référence ou si vous connaissez des sites web de qualité traitant du thème abordé ici, merci de compléter l'article en donnant les références utiles à sa vérifiabilité et en les liant à la section « Notes et références ».
Albums de Faye Wong
Like Wind
(1993) Toy
(1997)
Faye Disc, sorti en 1994, est le deuxième EP de Faye Wong.

## Liste des titres
1. Reminiscence is a Red Sky
2. Only Me (mandarin)
3. Cold War (冷戰)
4. Because I Love Faye